# Destiny Cable
Destiny Cable é uma empresa de televisão a cabo filipino, que faz parte da Sky Cable Corporation.